# Richard Ackon
Richard John Ackon (10 ottobre 1978) è un ex calciatore ghanese, di ruolo centrocampista.

## Carriera

### Club
Ackon cominciò la carriera con la maglia dell'Ebusua Dwarfs. Passò poi ai norvegesi dello Stabæk, per cui debuttò nella Tippeligaen in data 23 agosto 1997, subentrando ad Arild Stavrum nel successo per 2-1 sul Viking. Vinse la Coppa di Norvegia 1998, durante la seconda stagione al club. Il 3 maggio 2000 realizzò la prima rete nella massima divisione norvegese, nella vittoria per 6-1 sul Bodø/Glimt. Nel 2002, tornò all'Ebusua Dwarfs.

### Nazionale
Conta 7 presenze per il Ghana.

## Palmarès

### Club

#### Competizioni nazionali
- Coppa di Norvegia: 1

Stabæk: 1998